# 99 Problems
99 Problems – jest to trzeci i ostatni singiel amerykańskiego rapera Jaya-Z z jego ósmej płyty The Black Album. Był zarazem jego ostatnim singlem przed „emeryturą”.
Pojawił się na singlu i winylu, ale był wydawany razem z innymi singlami (w zależności od kraju). W USA dotarł do 30. pozycji na Billboard Hot 100 oraz do 12. na UK Singles Chart (gdzie wydano go jako „Dirt Off Your Shoulder/99 Problems”).

## Produkcja i przyjęcie
Utwór wyprodukował Rick Rubin, łącząc w nim połamany bit z rockową gitarą. Refren piosenki został pożyczony z utworu Ice-T z 1993 roku o takim samym tytule. Użyto w nim również sampli z utworów:
- „Get Me Back on Time, Engine Number 9", Wilson Pickett
- „The Big Beat”, Billy Squier
- „Touched”, UGK
- „Children’s Story”, Slick Rick
- „Long Red”, Mountain.

Singiel otrzymał bardzo pozytywne opinie krytyków muzycznych. Magazyn Rolling Stone nazwał go 2., a Pitchfork Media – 14. najlepszą piosenką dekady. Nagrodzono go Nagrodą Grammy w kategorii Best Rap Solo Performance na 47. ceremonii Grammy.

## Teledysk
Teledysk do „99 Problems” jest czarno-białym klipem, wyreżyserowanym przez Marka Romanka. Ukazuje różne sceny z Nowego Jorku, m.in.: domniemany pogrzeb Jaya-Z, tancerzy breakdance, modlącego się rabina, malującą się kobietę. Na ceremonii MTV Video Music Awards klip zdobył 4 nagrody z 6 nominacji.

## Lista utworów

### 99 Problems/My 1st Song
A-Side
1. 99 Problems (Clean)
2. 99 Problems (Main)
3. 99 Problems (Instrumental)

B-Side
1. My 1st Song (Clean)
2. My 1st Song (Main)
3. My 1st Song (Instrumental)

### 99 Problems/Dirt Off Your Shoulder, Pt. 1
1. 99 Problems (Explicit)
2. Dirt Off Your Shoulder (Explicit)

### 99 Problems/Dirt Off Your Shoulder, Pt. 2
1. 99 Problems (Explicit)
2. Dirt Off Your Shoulder (Explicit)
3. 99 Problems (Video)
4. Dirt Off Your Shoulder (Video)

### 99 Problems/Dirt Off Your Shoulder, Vinyl
A-Side
1. 99 Problems (Explicit)
2. 99 Problems (Clean)

B-Side
1. Dirt Off Your Shoulder (Explicit)
2. Dirt Off Your Shoulder (Clean)